# Liste der State Bureaus of Investigation
Das jeweilige State Bureau of Investigation (SBI) ist die Sicherheitsbehörde eines Bundesstaats der Vereinigten Staaten von Amerika. Es ist das Äquivalent zum Federal Bureau of Investigation als zentrale Bundesbehörde.

## Liste der Staatsbehörden
- Alabama Department of Public Safety – Alabama Bureau of Investigation
- Alaska State Troopers – Alaska Bureau of Investigation (ABI)
- Arizona
  - Arizona Department of Public Safety – Arizona Criminal Investigation Division
  - Arizona Rangers – Historische Staatspolizei
- Arkansas State Police – Arkansas Criminal Investigation Division
- Kalifornien
  - California Bureau of Investigation[1]
  - California Highway Patrol – Freeway traffic investigations
  - California Fire Marshal
  - California Rangers – Historische Staatspolizei
- Colorado Department of Public Safety – Colorado Bureau of Investigation[2]
- Connecticut State Police – Bureau of Criminal Investigations
- Delaware State Police
  - Criminal Investigations Units
  - Special Investigations Section
- Florida
  - Florida Department of Law Enforcement (SBI)
  - Florida Highway Patrol – Bureau of Investigations
- Georgia Bureau of Investigation[3]
- Hawaii Department of Public Safety – Hawaii Sheriff’s Office
- Idaho State Police – Investigation Division
- Illinois State Police – Illinois Bureau of Investigation (merged into the State Police Operations Division in the 1970s) (SPI)
- Indiana State Police – Criminal Investigation Division (SBI)
- Kansas Office of Attorney General – Kansas Bureau of Investigation (SBI)
- Kentucky Office of the Attorney General – Kentucky Department of Criminal Investigation (SBI)
- Maryland State Police Criminal Investigation Bureau (CIB)
- Minnesota Department of Public Safety Minnesota Bureau of Criminal Apprehension (SBI)
- Mississippi Bureau of Investigation (SBI)[4]
- Nebraska State Patrol – Investigative Services
- New Jersey
  - New Jersey State Detectives
  - New Jersey State Police – Division of Criminal Investigation
- New Mexico State Police – Special Investigations Division[5]
- New York
  - New York State Police – Bureau of Criminal Investigation (BCI)[6]
  - New York State Park Police
- North Carolina State Bureau of Investigation[7]
- North Dakota Office of the Attorney General – North Dakota Bureau of Criminal Investigations[8]
- Ohio Attorney General – Ohio Bureau of Criminal Identification and Investigation (SBI)
- Oklahoma State Bureau of Investigation an independent agency
- Pennsylvania
  - Pennsylvania Office of the Attorney General – Bureau of Criminal Investigations
  - Pennsylvania State Police – Bureau of Criminal Investigation
- Rhode Island State Police – Detective Bureau
- South Carolina Law Enforcement Division (SLED) – an independent agency
- South Dakota Division of Criminal Investigation
- Tennessee Bureau of Investigation – an independent agency (SBI)[9]
- Texas
  - Texas Department of Public Safety
    - Texas Rangers
    - Criminal Investigations Division[10]

  - Texas Attorney General’s Office – Law Enforcement Division
- Utah
  - State Bureau of Investigation[11]
- Virginia State Police – Bureau of Criminal Investigation
- Washington
  - Investigative Services Bureau[12]
- Wisconsin Department of Justice – Division of Criminal Investigation (SBI)